# Finnkampen 2006
Finnkampen 2006 avgjordes på Olympiastadion, Helsingfors 25-26 augusti 2006.

## Resultat
Herrar: Finland–Sverige 204–201
Damer: Finland–Sverige 183–226

## Grenresultat

### Damer
| Gren      | Etta                                | Tvåa                                | Trea                   | Fyra                      | Femma               | Sexa               |
| 100 m     | Johanna Manninen                    | Jenny Kallur                        | Emma Rienas            | Emma Green                | Ilona Ranta         | Sari Keskitalo     |
| 200 m     | Sari Keskitalo                      | Ilona Ranta                         | Emma Green             | Emma Rienas               | Lena Aruhn          | Anna Heiniö        |
| 400 m     | Beatrice Dahlgren                   | Lena Aruhn                          | Emma Björkman          | Suvi Myllymäki            | Sanna Aaltonen      | Minna Järvenpää    |
| 800 m     | Annika Rikberg                      | Mari Järvenpää                      | Suvi Myllymäki         | Jenny Holmroos            | Johanna Hallberg    | Frida Flodström    |
| 1 500 m   | Annika Rikberg                      | Mari Järvenpää                      | Ulrika Johansson       | Ida Nilsson               | Minna Nummela       | Flo Jonsson        |
| 5 000 m   | Ida Nilsson                         | Anneli Fransson                     | Laura Skyttä           | Karin Sennvall            | Anette Byskata      | Ulla Tuimala       |
| 10 000 m  | Anneli Fransson                     | Jaana Niemelä                       | Ulla Tuimala           | Jenny Johannesson         | Maija Oravamäki     | Anna Rahm          |
| 100 m h   | Jenny Kallur                        | Johanna Halkoaho                    | Piia Roslund           | Anna Marberg              | Johanna Sjöström    | Annimari Korte     |
| 400 m h   | Erica Mårtensson                    | Nadja Petersen                      | Anneli Melin           | Jenniina Halkoaho         | Kristiina Auno      | Marika Reebs       |
| 3 000 m h | Ebba Stenbeck Morrison              | Christin Johansson                  | Ulrika Johansson       | Saara Skyttä              | Mira Tuominen       | Sanna Kullberg     |
| 5 km gång | Marja Penttinen                     | Monica Svensson                     | Outi Sillanpää         | Karoliina Kaasalainen     | Mari Olsson         | Ellinor Hogrell    |
| Längdhopp | Camilla Johansson                   | Daniela Lincoln Saveedra            | Sanna Saarman          | Niina Saarman Bartholdi   | Anneli Melin        | Erica Wall         |
| Tresteg   | Natalia Kilpeläinen                 | Camilla Johansson                   | Elina Sorsa            | Anna Göransdotter Nilsson | Päivi Kasari        | Malin Svensson     |
| Höjdhopp  | Kajsa Bergqvist                     | Erika Wiklund                       | Alina Mattila          | Ebba Jungmark             | Tiina Haapanen      | Niina Masalin      |
| Stavhopp  | Hanna-Mia Persson och Linda Persson | Hanna-Mia Persson och Linda Persson | Minna Nikkanen         | Maria Rendin              | Aino-Maija Karvinen | Liisa Taponen      |
| Kula      | Helena Engman                       | Linda Nestorsson                    | Linda-Marie Mårtensson | Hennariikka Järvinen      | Niina Kelo          | Suvi Helin         |
| Diskus    | Anna Söderberg                      | Anita Hietalahti                    | Annika Larsson         | Tanja Mäkinen             | Niina Kelo          | Karolina Pedersen  |
| Spjut     | Paula Tarvainen                     | Taina Kolkkala                      | Mikaela Ingberg        | Annika Peterson           | Marlene Lindström   | Mikaela Wieslander |
| Slägga    | Cecilia Nilsson                     | Sini Pöyry                          | Merja Korpela          | Tracey Andersson          | Karolina Pedersen   | Annika Nurminen    |
| 4x100 m   | Finland                             | Finland                             | Finland                | Sverige                   | Sverige             | Sverige            |
| 4x400 m   | Sverige                             | Sverige                             | Sverige                | Finland                   | Finland             | Finland            |

### Herrar
| Gren       | Etta                   | Tvåa                | Trea             | Fyra              | Femma                 | Sexa                |
| 100 m      | Jarkko Ruostekivi      | Nipa Tran           | Stefan Tärnhuvud | Daniel Persson    | Edmund Yeboah         | Rami Jokinen        |
| 200 m      | Johan Wissman          | Nghi Tran           | Jonathan Åstrand | Per Strandqvist   | Rami Jokinen          | Johan Engberg       |
| 400 m      | Thomas Nikitin         | Fredrik Johansson   | Antti Toivonen   | Joni Jaako        | Ari Kauppinen         | Ilari Porkka        |
| 800 m      | Mattias Claesson       | Rizak Dirshe        | Robert Rotkirsch | Rickard Pell      | Juha Kukkamo          | Richard Mitts       |
| 1 500 m    | Jukka Keskisalo        | Rizak Dirshe        | Niclas Sandells  | Johan Wallerstein | Rickard Pell          | Riku Marttinen      |
| 5 000 m    | Henrik Skoog           | Henrik Ahnström     | Mats Granström   | Jussi Utriainen   | Konstantin Kutilainen | Tuomas Jokinen      |
| 10 000 m   | Erik Sjöqvist          | Jussi Utriainen     | Mats Granström   | Francis Kirwa     | Oskar Käck            | Juha Hellstén       |
| 110 m h    | Robert Kronberg        | Juha Sonck          | Marko Ritola     | Olli Talsi        | Joakim Blaschke       | Dennis Ascon        |
| 400 m h    | Janne Mäkelä           | Henrik Encke        | Collins Hart     | Niklas Larsson    | Daniel Almgren        | Jussi Heikkilä      |
| 3 000 m h  | Jukka Keskisalo        | Henrik Skoog        | Per Jacobsen     | Henrik Ahnström   | Mikael Talasjoki      | Janne Ukonmaanaho   |
| 10 km gång | Antti Kempas           | Jani Lehtinen       | Ato Ibánez       | Jarkko Kinnunen   | Bengt Bengtsson       | Fredrik Svensson    |
| Längdhopp  | Petteri Lax            | Simon Sundsten      | Juho-Matti Pimiä | David Frykholm    | Daniel Almgren        | Robert Bagge        |
| Tresteg    | Johan Meriluoto        | Erik Eriksson       | Martin Eriksson  | Anders Sjöström   | Aleksi Tammentie      | Ville Välimäki      |
| Höjdhopp   | Linus Thörnblad        | Stefan Holm         | Oskari Frösén    | Joel Spolén       | Niko Kyyhkynen        | Heikki Taneli       |
| Stavhopp   | Gustaf Hultgren        | Jesper Fritz        | Matti Mononen    | Mika Latvala      | Vesa Rantanen         | Fredrik Skoglund    |
| Kula       | Robert Häggblom        | Conny Karlsson      | Mika Vasara      | Robert Melin      | Andreas Gustafsson    | Anders Axlid        |
| Diskus     | Mika Loikkanen         | Timo Tompuri        | Mikko Kyyrö      | Robert Melin      | Linus Bernhult        | Christian Ehrenborg |
| Spjut      | Tero Pitkämäki         | Jarkko Koski-Vähälä | Magnus Arvidsson | Marko Kantanen    | Daniel Ragnvaldsson   | Andreas Wulff       |
| Slägga     | Olli-Pekka Karjalainen | David Söderberg     | Jarkko Paljakka  | Bengt Johansson   | Robert Alneroth       | Pär Järlebrant      |
| 4x100 m    | Sverige                | Sverige             | Sverige          | Finland           | Finland               | Finland             |
| 4x400 m    | Sverige                | Sverige             | Sverige          | Finland           | Finland               | Finland             |

## Rekord
- Finländska rekord
- Svenska rekord